# 포맷 전쟁
포맷 전쟁(format war)은 데이터 스토리지 및 전자 매체용 기록 포맷과 같이 동일한 시장을 놓고 경쟁하는 유사하지만 상호 호환되지 않는 기술 표준 간의 경쟁이다. 기술 개발자가 콘텐츠 게시자에게 정치적, 재정적 영향을 미치는 것이 특징인 경우가 많다. 개발 중인 회사가 자신의 이익을 위해 상호운용 가능한 개방형 산업 기술 표준을 적극적으로 반대하거나 회피하는 경우 형식 전쟁에 참여하는 것으로 특징지어질 수 있다.
포맷 전쟁의 출현은 각 공급업체가 양면 시장에서 교차 측면 네트워크 효과를 활용하려고 하기 때문에 설명될 수 있다. 포맷 전쟁을 멈추려는 사회적 힘도 있다. 둘 중 하나가 사실상 표준으로 승리하면 포맷 사용자의 조정 문제가 해결된다.

## 같이 보기
- 브라우저 전쟁
- 콘솔 전쟁
- 편집기 전쟁
- NIH 증후군